# Jean-François L'Her
Jean-François L'Her, né à Kerlouan, le 24 janvier 1904 et mort à Boulogne-sur-Mer le 24 mai 1940, est un officier marinier français mort pour la France pendant la Seconde Guerre mondiale.

## Biographie
Né dans une très simple famille kerlouanaise, il est le fils de François L'Her né en 1870 et Marie-Anne Tanguy née en 1875. Il entre à l’École des mousses sur l' Armorique en janvier 1920 et choisit la spécialité de manœuvrier . Il passe par tous les grades de la maistrance jusqu'à être nommé premier maître, en octobre 1939.  
En mai 1940, il est nommé capitaine d'armes de la base aéronautique navale de Berck. 
Lors de l'invasion allemande, il se replie sur Boulogne et refuse d'embarquer, car il veut défendre la place. Il reste alors dans l'ouvrage de la tour d'Ordre. Le 25 mai 1940, il est bombardé et attaqué par les blindés allemands. Son détachement est rapidement décimé. L'Her tue le soldat allemand qui hisse le drapeau aux  couleurs nazies sur la tour. Il est tué à son tour.

## Reconnaissance
- Le 5 décembre 1981, la Marine nationale met en service un patrouilleur de haute-mer portant son nom.
- Une avenue porte son nom à Kerlouan.

## Distinctions
Il est reconnu « Mort pour la France ».
- Chevalier de la Légion d'honneur à titre posthume en avril 1941[2].
- Médaille militaire[2].